# RED People
RED People là một siêu nhóm nhạc trên mạng, đồng thời cũng là công ty quản lý nghệ sĩ của Malaysia do rapper kiêm nhà sáng tác ca khúc Namewee sáng lập. Nó được lập ra với mục đích tập hợp lực lượng các nhân vật trên mạng của thế giới, và làm bệ phóng đưa họ lên truyền thông chính thống.

## Lịch sử
RED People Artistes bắt đầu chiêu nạp các nhân vật trên mạng có lượng người theo dõi lớn trên YouTube vào thời điểm cuối năm 2013, trước khi nó được thành lập chính thức ngày 1 tháng 1 năm 2014.